# エルベ広場

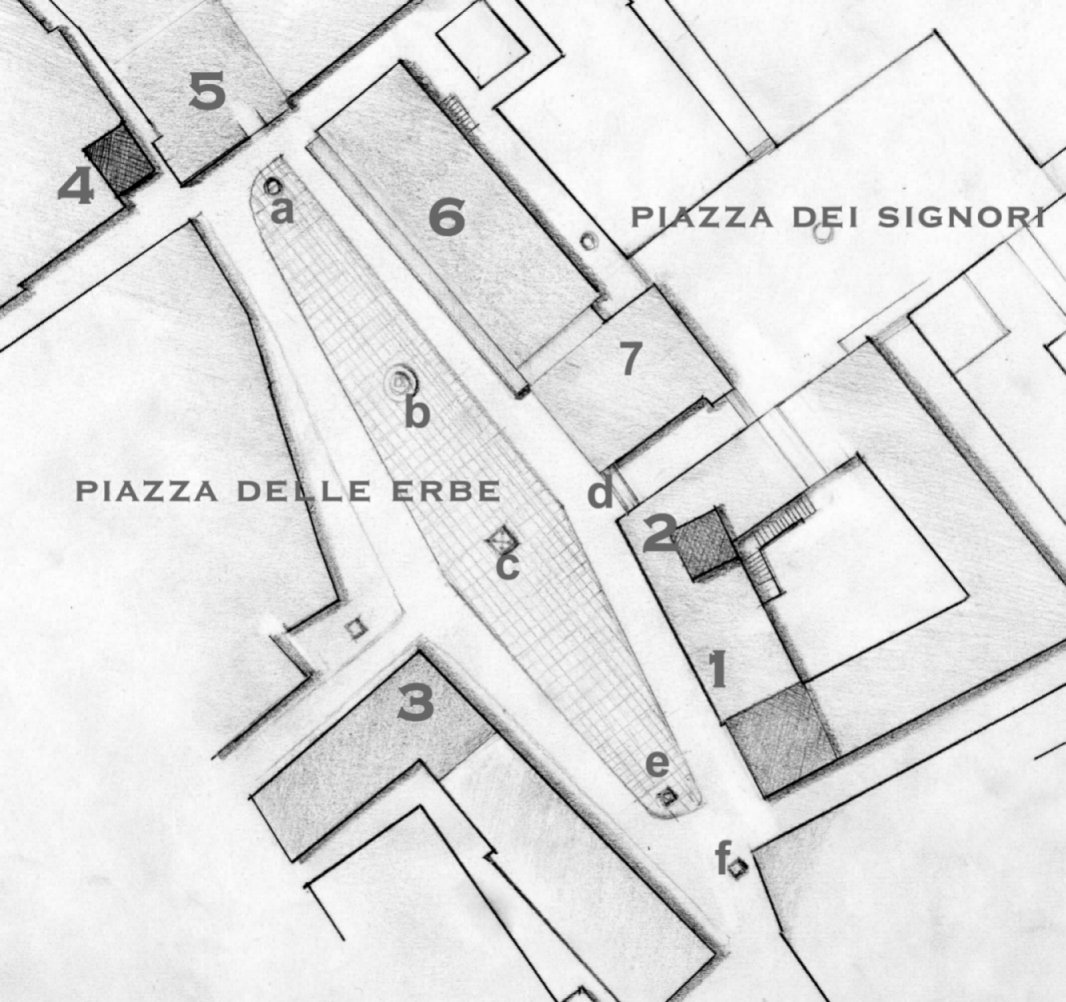
1.パラッツォ・デッラ・ラジョーネ, 2.ランベルティの塔, 3.カーサ・ディ・メルカンティ, 4.ガルデッロ塔, 5.パラッツォ・マッフェイ, 6.カーサ・マッザンティ, 7.Domus Nova, a.サンマルコの円柱, b.ヴェローナのマドンナ噴水, c.トリブーナ, d. Arco della Costa, e.ヴィスコンティの石柱

エルベ広場（イタリア語: Piazza delle Erbe）は、イタリアのヴェローナ旧市街中心にある広場で、シニョーリ広場と共に古代ローマ時代に造られた公共広場フォルムを起源としている。
かつて農産物を売る露天市場の中心であったため、代表的な商品であるハーブに因んでハーブ広場（＝エルベ広場）と名付けられたという。

## モニュメント
広場に残る最も古く、かつ有名なものは「ヴェローナのマドンナ」と呼ばれる噴水で別の場所から380年頃にこの広場に移設された古代ローマ時代の彫像を頂いたもので、1368年に彫刻家Bonino da Campioneにより広場中央に建てられたものである。
広場の北西端には、1405年から1797年にヴェローナを支配したヴェネツィア共和国のシンボルであるサンマルコの有翼の獅子像を頂いた円柱が立っている。その他に、広場中央のすこし南東側に建てられているのがトリブーナ（Tribuna）またはベルリナ（Berlina）と呼ばれるモニュメントで13世紀には既にここにあったとされている。広場南東端には、14世紀頃に建てられたと考えられている小さな祭壇（エディクラ）を頂いたヴィスコンティの石柱が建てられている。

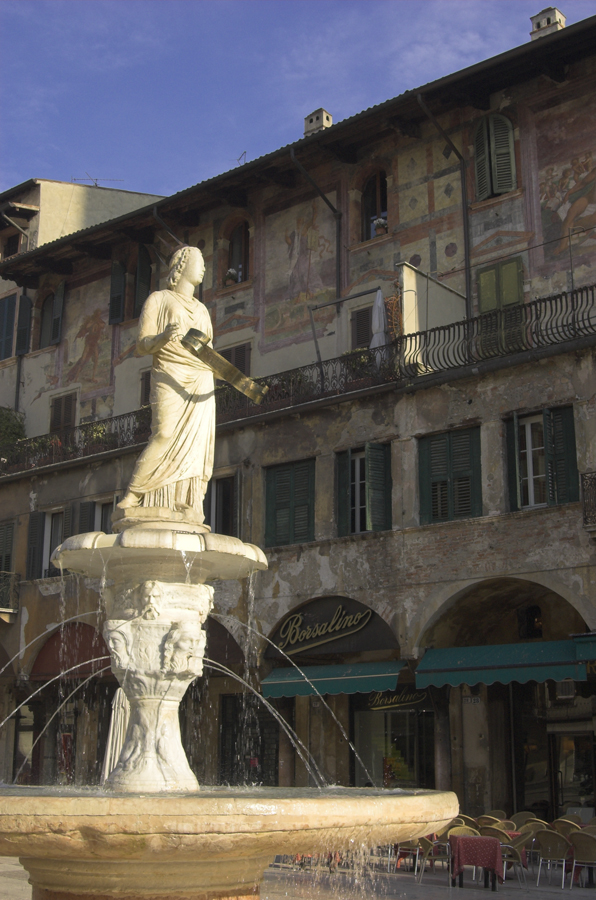
ヴェローナのマドンナ
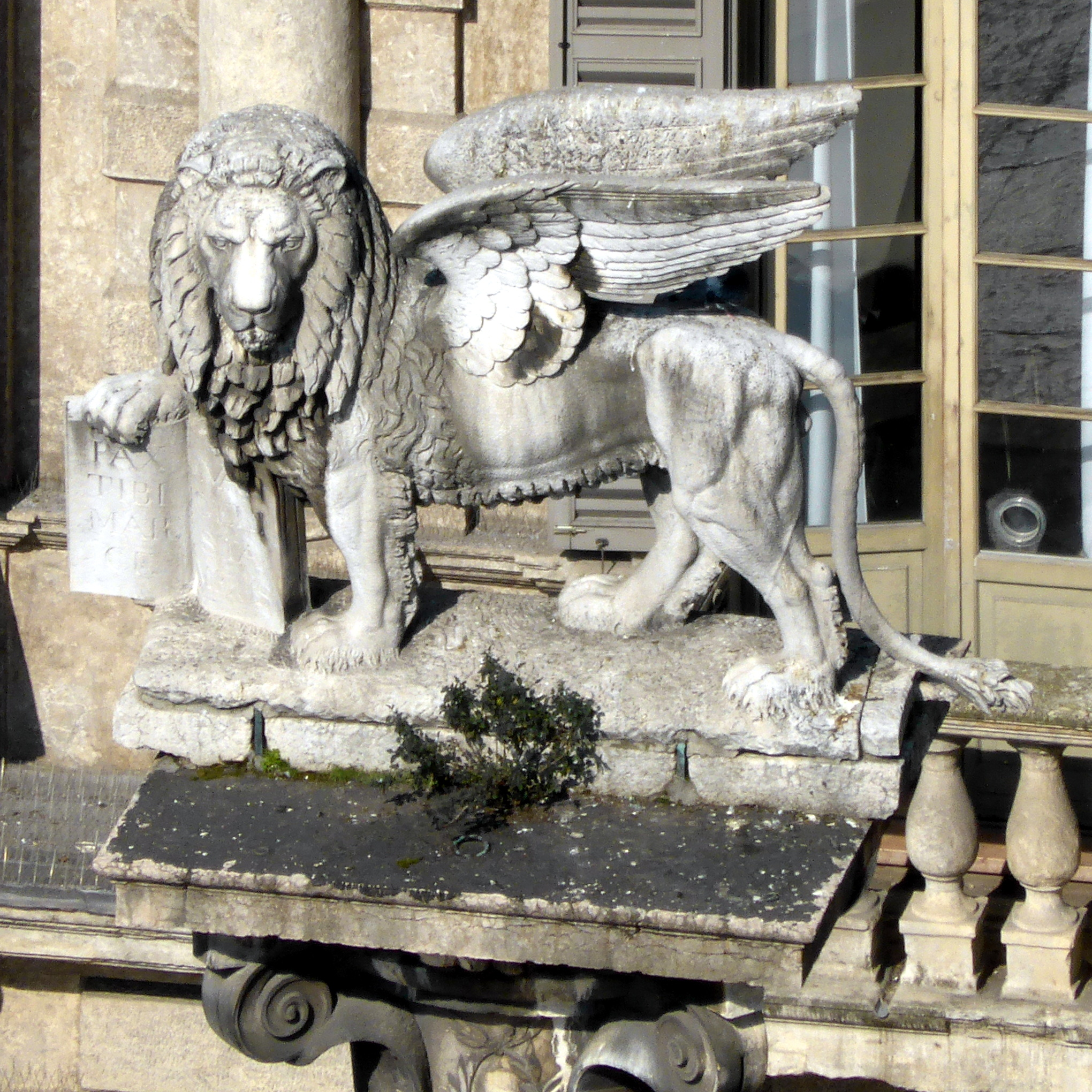
サンマルコの有翼の獅子
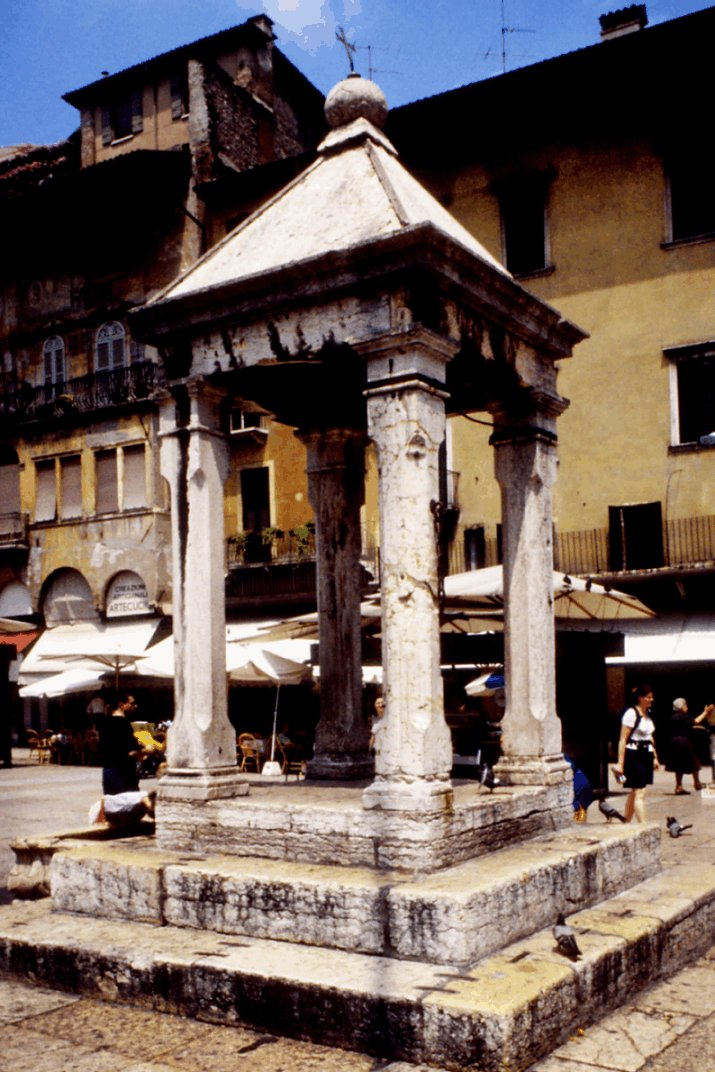
トリブーナ

## 歴史的建築物
広場の北東面（長い辺）には、1172年に建築が始まった高さ84mのランベルティの塔(英語版)が建っている。この塔に時計が取り付けられたのは1779年のことである。この塔の基礎部分の建物は、かつて市庁舎として建てられたパラッツォ・デッラ・ラジョーネ（ラジョーネ宮）(イタリア語版)である。同じく広場北東面にはカーサ・マッザンティ(イタリア語版)がある。この建物の古い部分は500年代頃のものが含まれており、壁面に描かれたフレスコ画は16世紀にアルベルト・カヴァッリ(イタリア語版)が描いたものである。
広場の北西面（短い辺）には、17世紀にバロック様式にて建てられたパラッツォ・マッフェイ(英語版)がある。この建物は古代ローマ時代の神殿跡に建っており、それを彷彿とさせるように建物の頂部にはローマ神話の神々の像が立てられている。左からヘルクーレス、ユーピテル、ウェヌス、メルクリウス、アポローン、ミネルウァである。また、広場の北西角、パラッツォ・マッフェイの南西に隣接してガルデッロ塔(イタリア語版)が建っている。
広場の南西面（長い辺）には、1301年に建てられたカーサ・ディ・メルカンティ(英語版)がある。この建物は1797年以降は商工会議所の所有となり、現在は地上階は銀行が入店している。

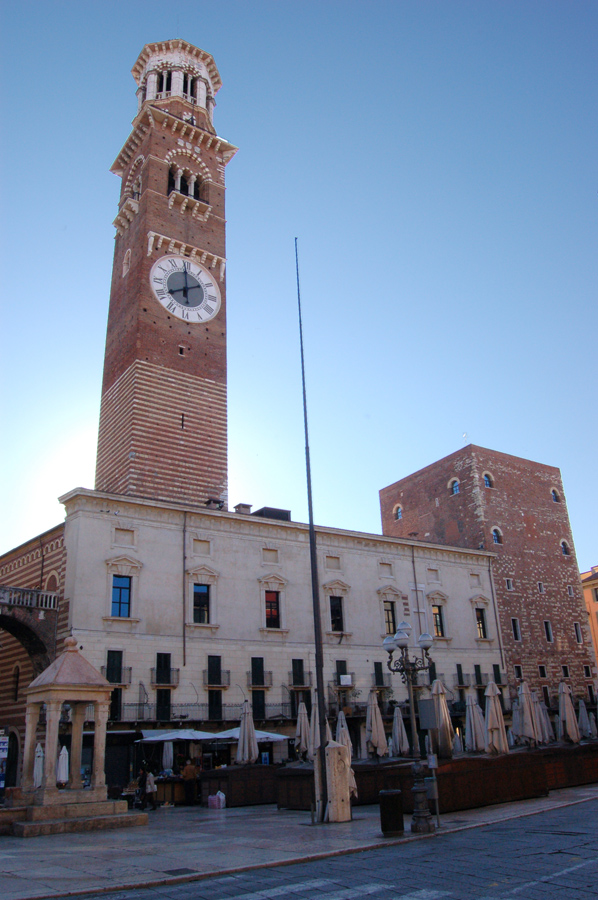
市庁舎とランベルティの塔
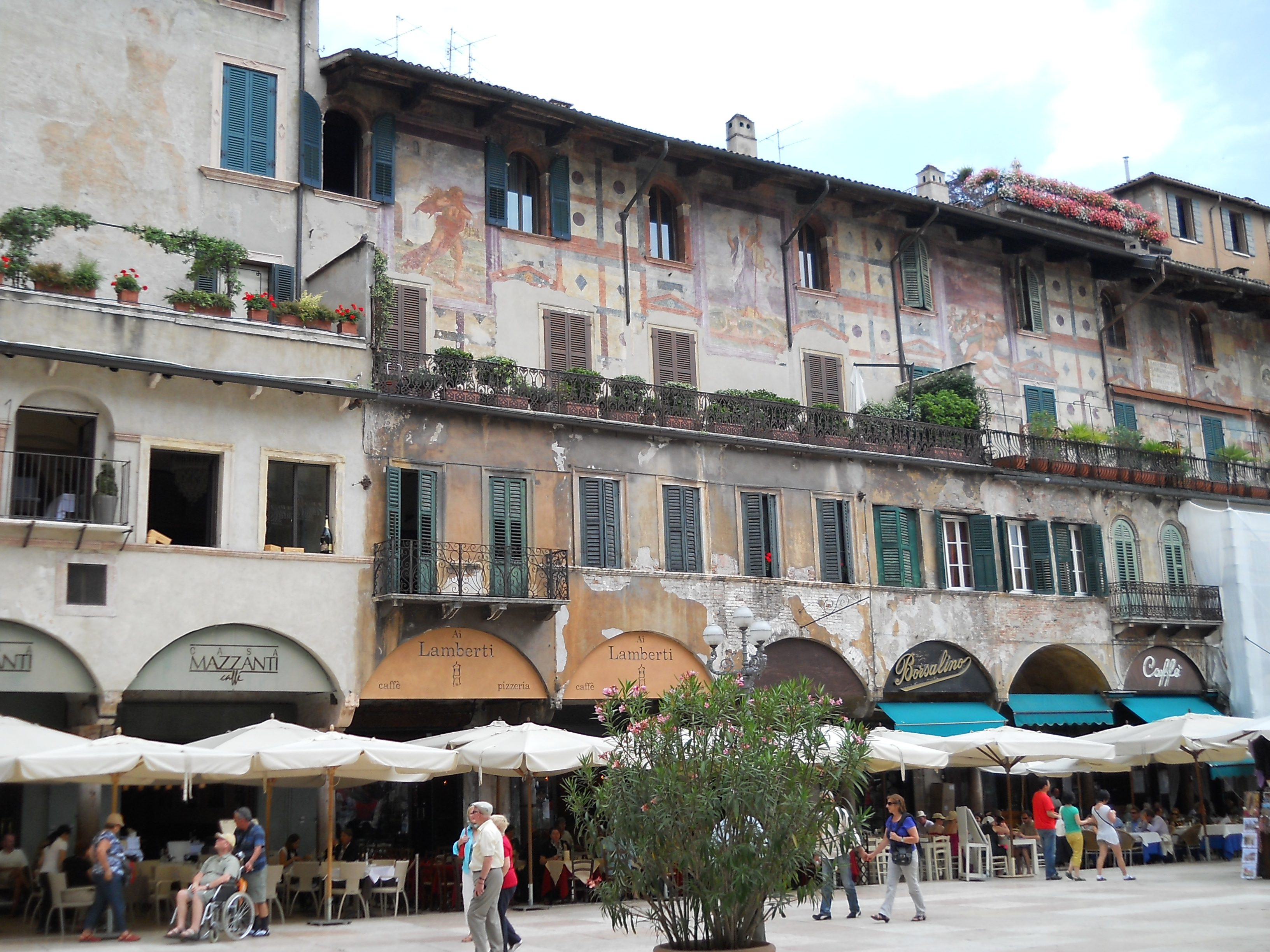
カーサ・マッザンティ
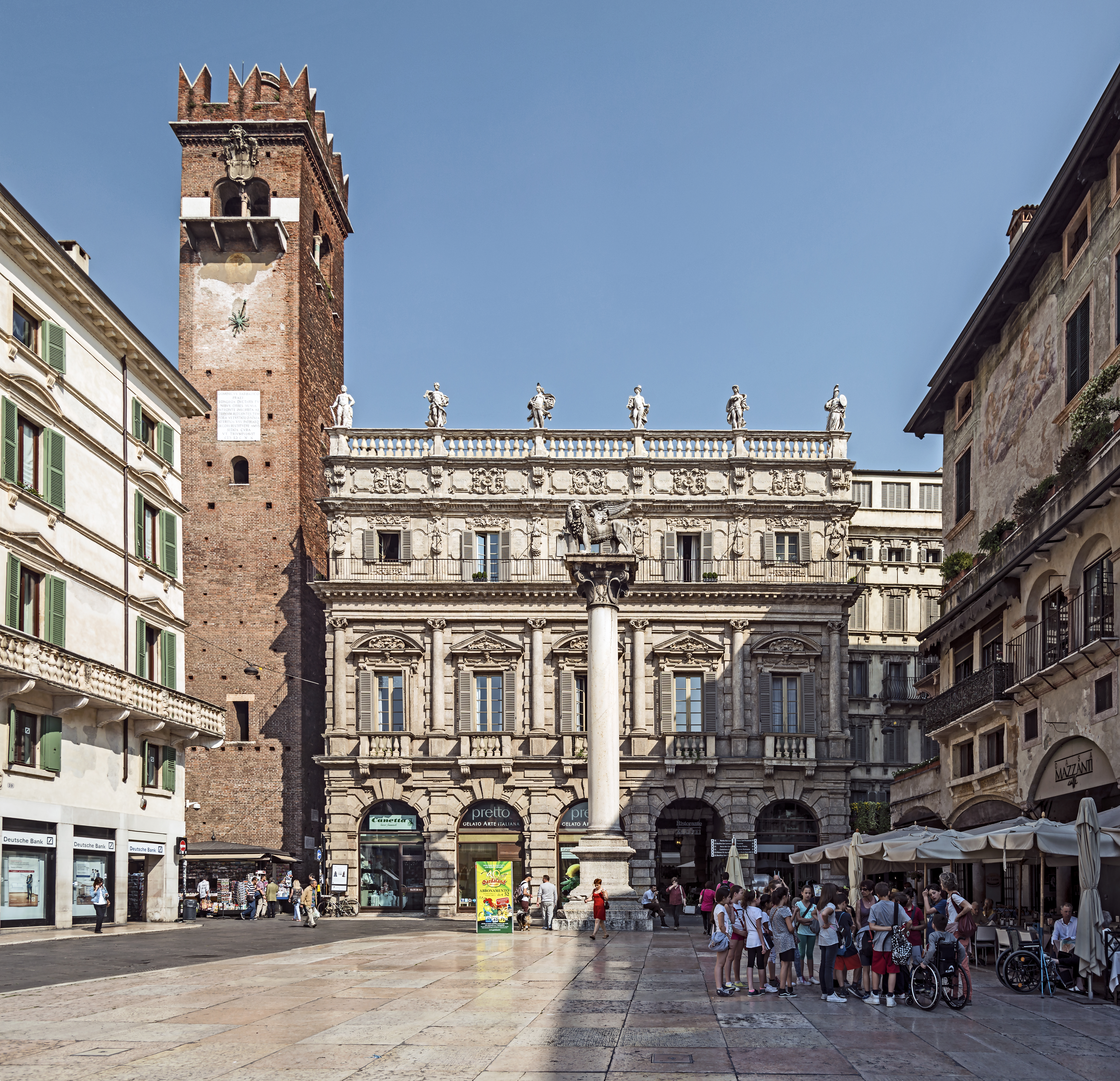
パラッツォ・マッフェイ
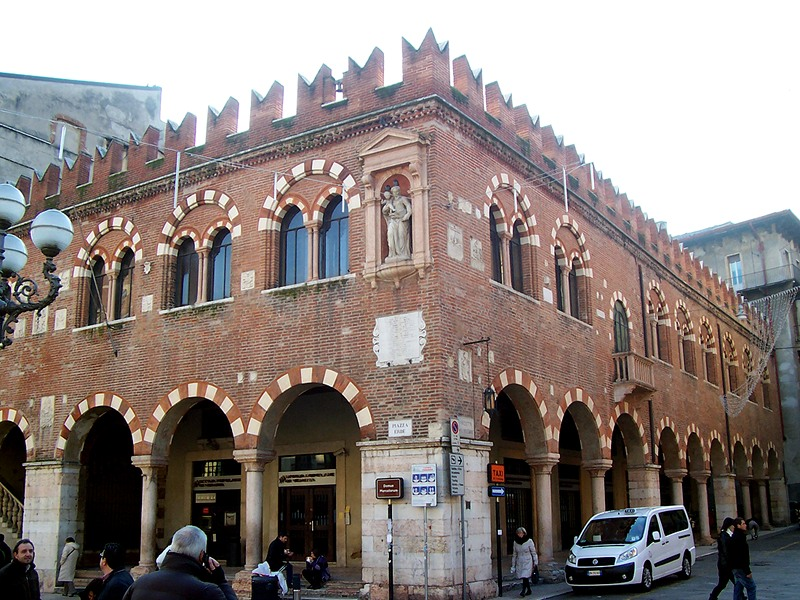
カーサ・ディ・メルカンティ
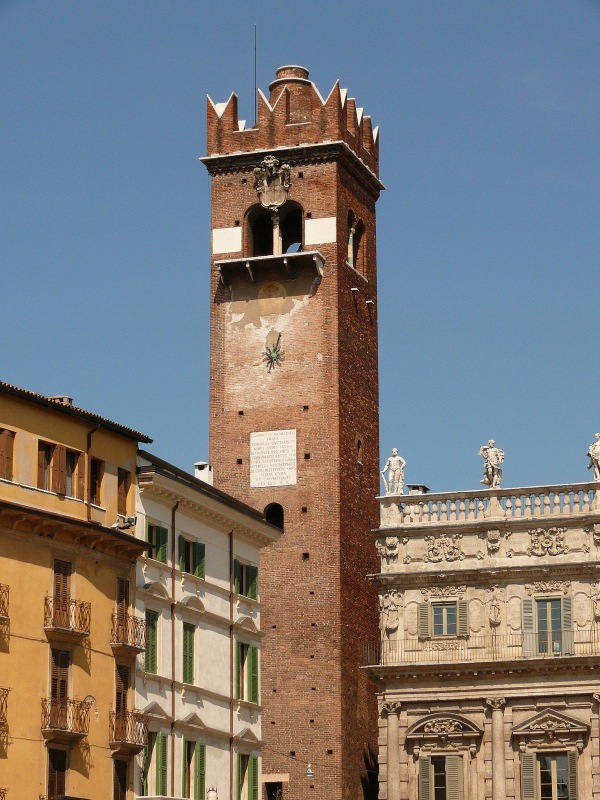
Torre del Gardello

## アクセス
- ヴェローナ・ポルタ・ヌオーヴァ駅の北東約2.0km